# Bakoș, Bereg
Bakoș (în ucraineană Бакош, maghiară Kisbakos) este un sat în comuna Svoboda din raionul Bereg, regiunea Transcarpatia, Ucraina.

## Demografie
Componența lingvistică a localității Bakoș
     Maghiară (49,7%)
     Ucraineană (49,09%)
     Rusă (1,01%)
Conform recensământului din 2001, nu exista o limbă vorbită de majoritatea populației, aceasta fiind compusă din vorbitori de maghiară (49,7%), ucraineană (49,09%) și rusă (1,01%).